# Kevin Sutherland
Kevin Sutherland (* 4. Juli 1964 in Sacramento, Kalifornien) ist ein US-amerikanischer Profigolfer.
Nach dem Besuch der Fresno State University wurde er 1987 Berufsgolfer. Seit 1996 bespielt Sutherland die PGA Tour und 2002 gelang ihm sein bisher einziger Sieg in dieser Turnierserie, allerdings bei einem sehr bedeutenden Event. Als Nummer 62 (von 64 Teilnehmern) gesetzt, gewann er die WGC-Accenture Match Play Championship und war damit der am schlechtesten gesetzte Sieger in der Geschichte dieses hochdotierten Turniers.
Am 16. August 2014 gelang Sutherland in der zweiten Runde der Dick's Sporting Goods Open eine 59-er Runde – die erste jemals registrierte auf der Champions Tour. Auf dem par 72 Kurs bedeutete dies ein Tagesergebnis von 13 unter par.
Sutherland ist mit seiner Frau Mary verheiratet, die beiden haben einen Sohn (* 2000) und wohnen in Sutherlands Heimatort Sacramento.

## PGA Tour Siege
- 2002 WGC-Accenture Match Play Championship

## Champions Tour Siege
- 2017 Charles Schwab Cup Championship

## Andere Turniersiege
- 1997 EA Sports Challenge Championship (USA)